# Iglesia de San Valero y San Vicente Mártir (Valencia)
La iglesia parroquial de San Valero y San Vicente Mártir se levanta en el actual barrio valenciano de Ruzafa, que hasta el año 1877 fue un municipio independiente.
Sobre el solar de una mezquita se construyó tras la conquista cristiana una iglesia de factura gótica, del estilo llamado "de reconquista", con arcos de diafragma y cubierta de madera, que ardió en 1415.
Fue reconstruida con mayor solidez, con bóvedas de crucería, nervaduras de piedra y plementería de ladrillo. Sin embargo se consideró que este templo quedaba pequeño, y se decidió la construcción del templo nuevo, de estilo barroco, levantado entre 1676 y 1700.
Su trazado y la dirección de la primera etapa de su construcción se atribuye a Tomás Leonardo Esteve, mientras que a Juan Bautista Pérez y a su hijo Juan Pérez Castiel la decoración barroca, hoy casi desaparecida, del interior. Es de planta de cruz latina de una sola nave y 6 capillas laterales entre contrafuertes. 

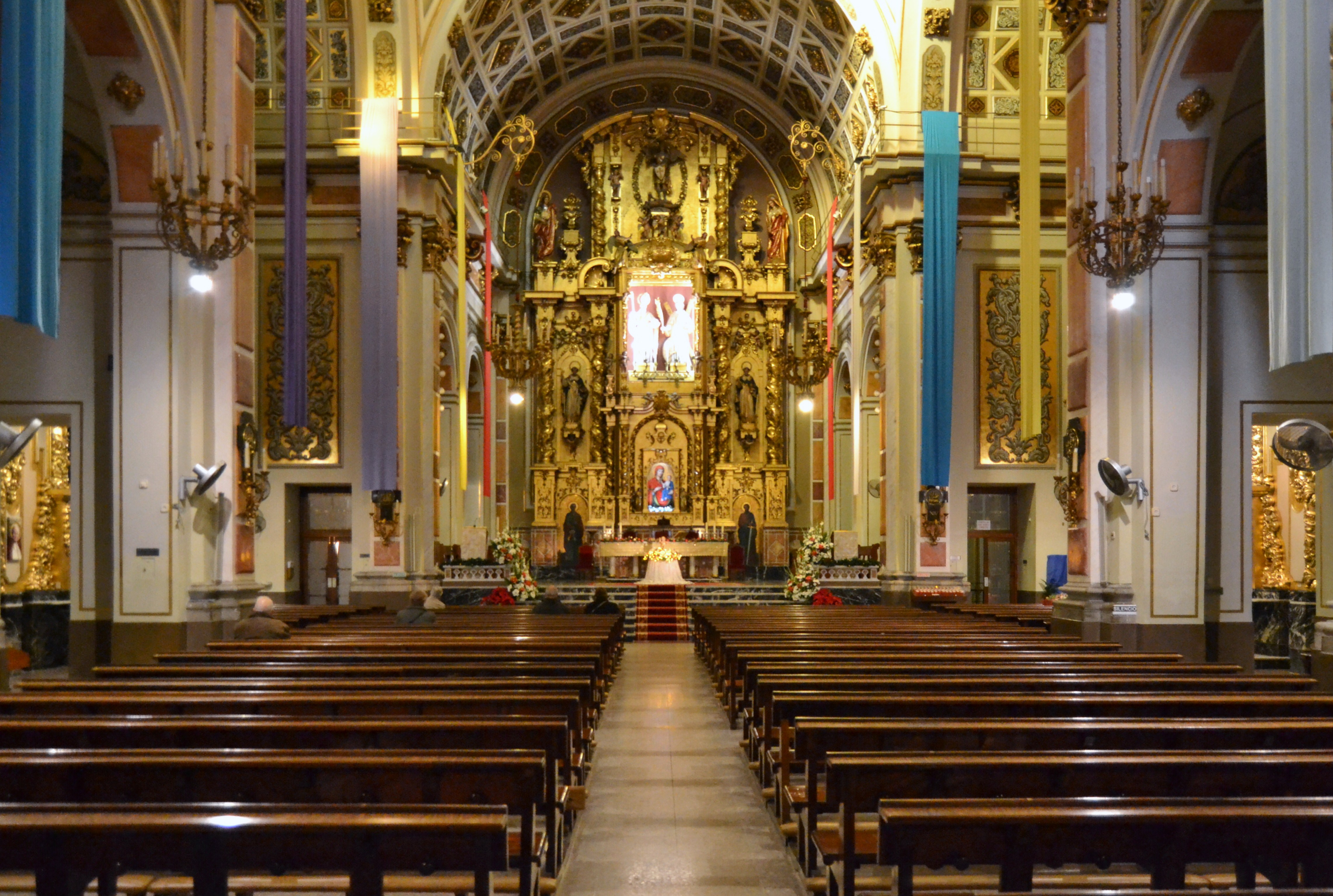
Interior

El campanario, posible obra de José Mingues, se termina en 1740. De planta octogonal, está formado por tres cuerpos rematado por un templete barroco. El nombre de las campanas son los siguientes: De tocar a missa (1940), La Tereseta (1940), Sant Miquel (1965), Cristo Rei (ca 1940), El Blai (1940), La Maria (1940), El Vicent (1940) y El Valer (1940). Todas las campanas fueron realizadas después de la Guerra Civil, ya que las anteriores fueron destruidas durante el conflicto. 
Incendiada en 1936, se reconstruye en 1939 por Salvador y Manuel Pascual y José Luis Testor.
Se la conoce con el sobrenombre de "Catedral de Ruzafa". Es Bien de Relevancia Local Código 46.15.250-018.